# Molophilus flavidulus
Molophilus flavidulus là một loài ruồi trong họ Limoniidae. Chúng phân bố ở miền Australasia.